# بنك الأمل للتمويل الأصغر
بنك الأمل للتمويل الأصغر هو مؤسسة غير ربحية، يسعى إلى تقديم خدمات مالية مستدامة للأسر اليمنية ذات الدخل المحدود والمنخفض وخصوصاً أصحاب المشاريع الصغيرة والصغرى التي تدر دخلاً على ذويها.
بدأ بنك الأمل للتمويل الأصغر مزاولة نشاطه رسمياً في يناير 2009م، وقد أنشئ بالقانون الخاص رقم (23) لسنة 2002 كأول بنك للتمويل الأصغر في الشرق الأوسط وشمال أفريقيا وتعد عملية إنشاء البنك تتويجاً لجهود الحكومة اليمنية ممثلة بالصندوق الاجتماعي للتنمية (SFD) وبرنامج الخليج العربي للتنمية (AGFUND) ومساهمة من القطاع الخاص.
يقدم البنك خدمات مالية شاملة (تمويلات، ادخار،ودائع، تأمين، تحويلات،خطابات ضمان،خدمات الكترونية إلخ) للفئات المستهدفة التي لا تتمكن من الحصول عليها من القطاع المصرفي.
يبلغ رأس مال البنك المصرح به عند التأسيس مليارَي ريال يمني وهو ما يعادل ( 10 ) مليون دولار أمريكي.
وتوزع نسب المساهمة في رأس المال بين المساهمين على الشكل التالي:
- 45% الحكومة اليمنية - ممثلة بالصندوق الاجتماعي للتنمية SFD.
- 35% برنامج الخليج العربي للتنمية AGFUND.
- 20% القطاع الخاص اليمني والسعودي.

قام البنك بإطلاق محفظة للنقود الإلكترونية بتاريخ 2017 باسم بيس PYES حيث يمكن العملاء من فتح حسابات مرتبطة بأرقام هواتفهم المحمولة لتنفيذ العمليات المصرفية المتنوعة كالإيداع والسحب النقدي والتحويل وسداد أقساط التمويلات واستقبال الحوالات الداخلية والخارجية وتنفيذ عمليات الشراء للخدمات والمنتجات وشراء التذاكر وتنفيذ عمليات الشراء من مواقع الإنترنت وسداد فواتير الخدمات والهاتف الثابت والمحمول وخدمات الانترنت.